# Marie Anna Rakouská (1804–1858)
Marie Anna Rakouská (Maria Anna Franziska Theresia Josepha Medarde; 8. června 1804 zámek Hofburg, Vídeň – 28. prosince 1858 zámek Hetzendorf, Baden) byla rakouskou arcivévodkyní jako dcera Františka I. Rakouského a jeho druhé manželky Marie Terezy Neapolsko-Sicilské. Nikdy se neprovdala a neměla potomky kvůli svému mentálnímu postižení a těžké deformaci obličeje a zbytek života musela strávit na zámku Hetzendorf.

## Život

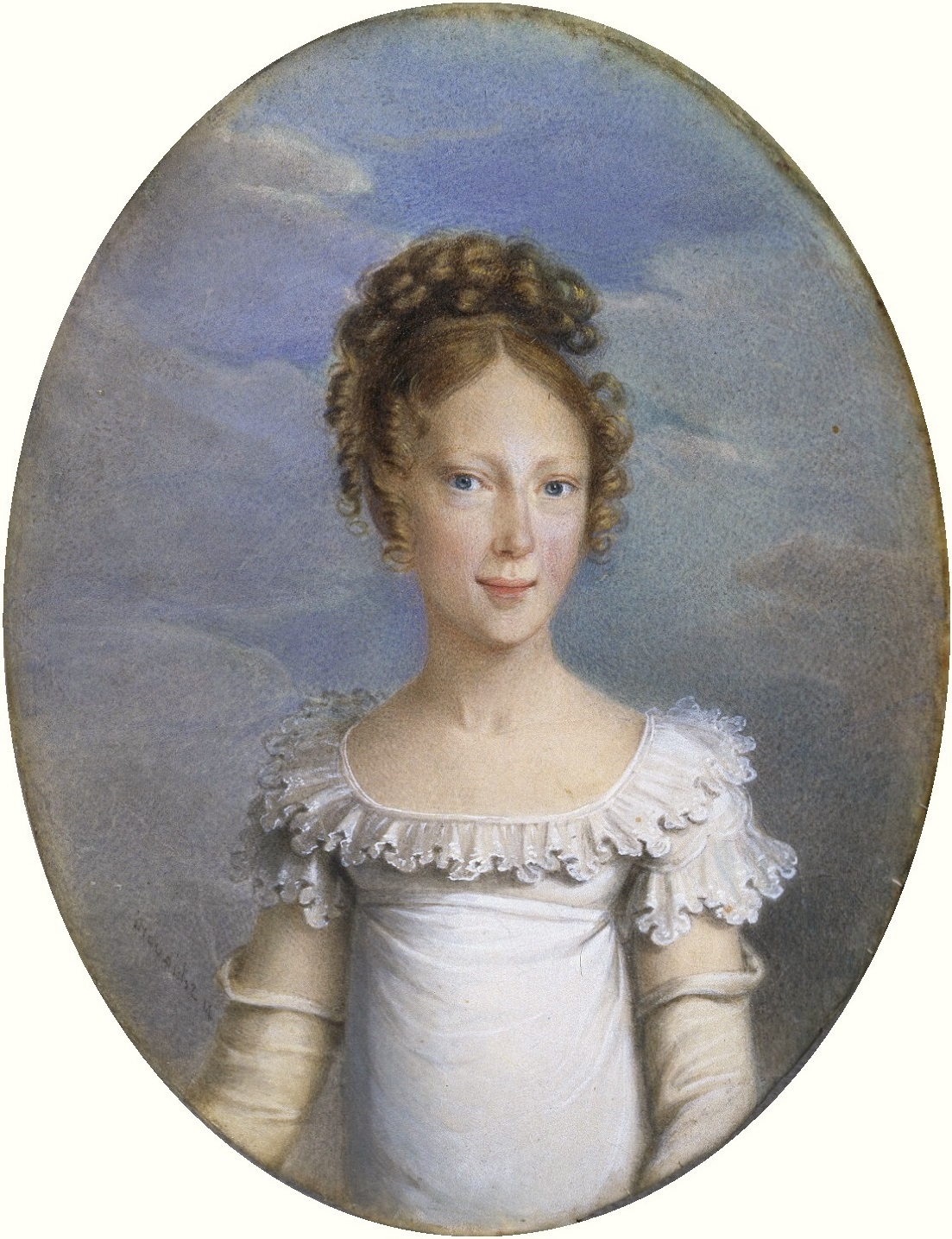
Mladá Marie Anna (kolem roku 1817)

Marie Anna se narodila 8. června 1804 ve vídeňském paláci Hofburg. Byla v pořadí desátým narozeným potomkem císaře Svaté říše římské Františka II. a jeho druhé manželky, princezny Marie Terezy Neapolsko-Sicilské. Její matka zemřela sedm dní po porodu její jediné mladší sestry, arcivévodkyně Amálie Terezie. Ta zemřela tři dny po svém narození v roce 1807.
Údajně byla mentálně postižená (stejně jako její nejstarší bratr, císař Ferdinand I.) a měla těžkou deformaci obličeje, což nejspíš souviselo s genetickým příbuzenstvím v rodině – její rodiče byli dvojnásobní bratranci z prvního kolena.
Po pobytu v paláci Schönbrunn byla v roce 1835 přestěhována na zámek Hetzendorf, kde strávila zbytek života a kde 28. prosince 1858 zemřela ve věku 54 let.
Marie Anna byla pohřbena v kapucínském kostele ve Vídni, konkrétně v císařské kryptě, kde jsou taktéž pohřbeni její sourozenci Marie Luisa, vévodkyně parmská, Ferdinand I. Dobrotivý, arcivévodkyně Marie Karolína, arcivévodkyně Karolina Ludovika Rakouská, arcivévoda Jan Nepomuk Rakouský, arcivévodkyně Amálie Terezie Rakouská a arcivévoda František Karel Habsbursko-Lotrinský. Jsou zde pohřbeni také její rodiče, František II., císař Svaté říše římské, a Marie Tereza Neapolsko-Sicilská, a její prababička Marie Terezie.

## Vývod z předků
|  |                                     |  |  |  |  |  |  |  |  |  |  |  |  |
|  | František I. Štěpán Lotrinský       |  |  |  |  |  |  |  |  |  |  |  |  |
|  |                                     |  |  |  |  |  |  |  |  |  |  |  |  |
|  |                                     |  |  |  |  |  |  |  |  |  |  |  |  |
|  | Leopold II.                         |  |  |  |  |  |  |  |  |  |  |  |  |
|  |                                     |  |  |  |  |  |  |  |  |  |  |  |  |
|  |                                     |  |  |  |  |  |  |  |  |  |  |  |  |
|  | Marie Terezie                       |  |  |  |  |  |  |  |  |  |  |  |  |
|  |                                     |  |  |  |  |  |  |  |  |  |  |  |  |
|  |                                     |  |  |  |  |  |  |  |  |  |  |  |  |
|  | František I. Rakouský               |  |  |  |  |  |  |  |  |  |  |  |  |
|  |                                     |  |  |  |  |  |  |  |  |  |  |  |  |
|  |                                     |  |  |  |  |  |  |  |  |  |  |  |  |
|  | Karel III. Španělský                |  |  |  |  |  |  |  |  |  |  |  |  |
|  |                                     |  |  |  |  |  |  |  |  |  |  |  |  |
|  |                                     |  |  |  |  |  |  |  |  |  |  |  |  |
|  | Marie Ludovika Španělská            |  |  |  |  |  |  |  |  |  |  |  |  |
|  |                                     |  |  |  |  |  |  |  |  |  |  |  |  |
|  |                                     |  |  |  |  |  |  |  |  |  |  |  |  |
|  | Marie Amálie Saská                  |  |  |  |  |  |  |  |  |  |  |  |  |
|  |                                     |  |  |  |  |  |  |  |  |  |  |  |  |
|  |                                     |  |  |  |  |  |  |  |  |  |  |  |  |
|  | Marie Anna Rakouská                 |  |  |  |  |  |  |  |  |  |  |  |  |
|  |                                     |  |  |  |  |  |  |  |  |  |  |  |  |
|  |                                     |  |  |  |  |  |  |  |  |  |  |  |  |
|  | Karel III. Španělský                |  |  |  |  |  |  |  |  |  |  |  |  |
|  |                                     |  |  |  |  |  |  |  |  |  |  |  |  |
|  |                                     |  |  |  |  |  |  |  |  |  |  |  |  |
|  | Ferdinand I. Neapolsko-Sicilský     |  |  |  |  |  |  |  |  |  |  |  |  |
|  |                                     |  |  |  |  |  |  |  |  |  |  |  |  |
|  |                                     |  |  |  |  |  |  |  |  |  |  |  |  |
|  | Marie Amálie Saská                  |  |  |  |  |  |  |  |  |  |  |  |  |
|  |                                     |  |  |  |  |  |  |  |  |  |  |  |  |
|  |                                     |  |  |  |  |  |  |  |  |  |  |  |  |
|  | Marie Tereza Neapolsko-Sicilská     |  |  |  |  |  |  |  |  |  |  |  |  |
|  |                                     |  |  |  |  |  |  |  |  |  |  |  |  |
|  |                                     |  |  |  |  |  |  |  |  |  |  |  |  |
|  | František I. Štěpán Lotrinský       |  |  |  |  |  |  |  |  |  |  |  |  |
|  |                                     |  |  |  |  |  |  |  |  |  |  |  |  |
|  |                                     |  |  |  |  |  |  |  |  |  |  |  |  |
|  | Marie Karolína Habsbursko-Lotrinská |  |  |  |  |  |  |  |  |  |  |  |  |
|  |                                     |  |  |  |  |  |  |  |  |  |  |  |  |
|  |                                     |  |  |  |  |  |  |  |  |  |  |  |  |
|  | Marie Terezie                       |  |  |  |  |  |  |  |  |  |  |  |  |
|  |                                     |  |  |  |  |  |  |  |  |  |  |  |  |
|  |                                     |  |  |  |  |  |  |  |  |  |  |  |  |